# King's Cup 2010
Navigation
Édition précédente Édition suivante
La King's Cup 2010 est la quarantième édition de la King's Cup. Le Danemark a mis son titre en jeu, lors de cette compétition non officielle pour la FIFA, et a remporté le tournoi en étant invaincu.

## Nations participantes

### Historique
La Thaïlande, le pays hôte, le Danemark, tenant du titre, la Pologne et Singapour se disputent la victoire finale. Les effectifs danois et polonais ne comportent que des joueurs de leur championnat respectif, mis à part Kim Christensen et Kris Stadsgaard pour le Danemark. En effet, la Superliga et l'Ekstraklasa sont alors « en pause », ayant instauré une trêve hivernale prolongée.
Initialement, la Suède devait prendre part à la compétition, mais s'est retirée, étant ainsi remplacée par la Corée du Nord, remplacée elle aussi selon les médias polonais par la Birmanie. Finalement, cette sélection n'a pas obtenu d'invitation officielle, et c'est Singapour qui a pris le rôle de quatrième nation participante.

### Effectif des équipes

#### Thaïlande
| Po. | Nom                   | Club                            |
| --- | --------------------- | ------------------------------- |
| G   | Kittisak Rawangpa     | Bangkok Glass FC                |
| G   | Kawin Thammasatchanon | Muangthong United FC            |
| D   | Suree Sukha           | Chonburi FC                     |
| D   | Natthaphong Samana    | Chonburi FC                     |
| D   | Nattaporn Phanrit     | Muangthong United FC            |
| D   | Panupong Wongsa       | Muangthong United FC            |
| D   | Suttinan Phuk-hom     | Chonburi FC                     |
| D   | Piyachart Tamaphan    | Muangthong United FC            |
| M   | Datsakorn Thonglao    | Muangthong United FC            |
| M   | Rangsan Viwatchaichok | Provincial Electrical Authority |

| Po. | Nom                   | Club                            |
| --- | --------------------- | ------------------------------- |
| M   | Sutee Suksomkit       | Bangkok Glass FC                |
| M   | Therdsak Chaiman      | Chonburi FC                     |
| M   | Pichitphong Choeichiu | Muangthong United FC            |
| M   | Narongchai Vachiraban | Police United FC                |
| M   | Anawin Jujeen         | Bangkok Glass FC                |
| M   | Adul Lahso            | Chonburi FC                     |
| A   | Teeratep Winothai     | Muangthong United FC            |
| A   | Anon Sangsanoi        | BEC Tero Sasana                 |
| A   | Sompong Soleb         | Thai Port FC                    |
| A   | Keerati Keawsombat    | Provincial Electrical Authority |

#### Danemark League XI
| Po. | Nom                       | Club           |
| --- | ------------------------- | -------------- |
| G   | Kim Christensen           | IFK Göteborg   |
| G   | Steffen Rasmussen         | AGF Århus      |
| D   | Anders Møller Christensen | OB Odense      |
| D   | Michael Jakobsen          | AaB Ålborg     |
| D   | Leon Jessen               | FC Midtjylland |
| D   | Jim Larsen                | Silkeborg IF   |
| D   | Kris Stadsgaard           | Rosenborg BK   |
| M   | Peter Nymann              | Esbjerg fB     |
| M   | Jakob Poulsen             | AGF Århus      |
| M   | Søren Rieks               | Esbjerg fB     |

| Po. | Nom                 | Club           |
| --- | ------------------- | -------------- |
| M   | Johnny Thomsen      | SønderjyskE    |
| M   | Mikkel Thygesen     | FC Midtjylland |
| M   | Rasmus Würtz        | AaB Ålborg     |
| M   | Martin Ørnskov      | Silkeborg IF   |
| A   | Johan Absalonsen    | OB Odense      |
| A   | Jesper Bech         | Silkeborg IF   |
| A   | Martin Bernburg     | Brøndby IF     |
| A   | Michael Krohn-Dehli | Brøndby IF     |
| A   | Rajko Lekic         | Silkeborg IF   |
| A   | Morten Rasmussen    | Brøndby IF     |

#### Pologne League XI
| Po. | Nom                  | Club             |
| --- | -------------------- | ---------------- |
| G   | Mariusz Pawełek      | Wisła Cracovie   |
| G   | Sebastian Przyrowski | Polonia Varsovie |
| D   | Piotr Brozek         | Wisła Cracovie   |
| D   | Tomasz Brzyski       | Ruch Chorzów     |
| D   | Kamil Glik           | Piast Gliwice    |
| D   | Tomasz Jodłowiec     | Polonia Varsovie |
| D   | Tomasz Nowak         | Polonia Bytom    |
| D   | Maciej Sadlok        | Ruch Chorzów     |
| M   | Tomasz Bandrowski    | Lech Poznań      |
| M   | Janusz Gol           | GKS Bełchatów    |

| Po. | Nom                 | Club           |
| --- | ------------------- | -------------- |
| M   | Maciej Iwański      | Legia Varsovie |
| M   | Jacek Kiełb         | Korona Kielce  |
| M   | Patryk Małecki      | Wisła Cracovie |
| M   | Łukasz Mierzejewski | KS Cracovia    |
| M   | Sławomir Peszko     | Lech Poznań    |
| M   | Maciej Rybus        | Legia Varsovie |
| M   | Jakub Tosik         | GKS Bełchatów  |
| A   | Robert Lewandowski  | Lech Poznań    |
| A   | Dawid Nowak         | GKS Bełchatów  |
| A   | Marcin Robak        | Widzew Łódź    |

#### Singapour
| Po. | Nom               | Club                |
| --- | ----------------- | ------------------- |
| G   | Hassan Sunny      | Tampines Rovers FC  |
| G   | Jasper Chan       | Young Lions         |
| D   | Shahril Alias     | Home United FC      |
| D   | Eddie Chang       | Young Lions         |
| D   | Afiq Yunos        | Young Lions         |
| D   | Safuwan Baharudin | Young Lions         |
| D   | Irwan Shah        | Young Lions         |
| D   | Jeremy Chiang     | Gombak United FC    |
| M   | Shukor Zailan     | Tampines Rovers FC  |
| M   | Syaqir Sulaiman   | Balestier Khalsa FC |
| M   | Hariss Harun      | Young Lions         |

| Po. | Nom                     | Club                   |
| --- | ----------------------- | ---------------------- |
| M   | Shi Jiayi               | Home United FC         |
| M   | Shahril Ishak           | Home United FC         |
| M   | Tengku Mushadad Mohamed | Home United FC         |
| M   | Fazli Ayob              | Young Lions            |
| M   | Raihan Abdul Rahman     | Young Lions            |
| A   | Fazrul Nawaz            | Gombak United FC       |
| A   | Khairul Amri            | Tampines Rovers FC     |
| A   | Aleksandar Đurić        | Singapour Armed Forces |
| A   | Fadhil Noh              | Young Lions            |
| A   | Khairul Nizam           | Young Lions            |

Légende : G : Gardien de but ; D : Défenseur ; M : Milieu de terrain ; A : Attaquant.

## La compétition

### Résumé
- 1re journée : En ouverture du tournoi, le 17 janvier, le tenant du titre affronte la Pologne, dans le « choc » de la King's Cup. Après un premier but de Søren Rieks, marqué grâce à une erreur du gardien Mariusz Pawełek, Peszko égalise. Après la mi-temps, les Danois prennent rapidement l'avantage, et prennent la tête du classement. Après ce match, la Thaïlande fait son entrée dans la compétition, et bat difficilement le modeste Singapour.
- 2e journée : Opposé à la plus faible équipe, le Danemark joue tranquillement, et fait tourner son équipe. La Pologne « League XI » gagne elle son premier match, et remonte à la seconde place. Cependant, les Danois semblent bien installés en tête, et ne peuvent être rejoints qu'en cas de grosse défaite contre la Thaïlande.
- 3e journée : Pour son dernier match, la Pologne déroule contre Singapour, inscrivant six buts dont trois pénaltys. C'est d'ailleurs la première fois dans l'histoire de ce pays que trois pénalty lui sont accordés dans un même match[2]. Le Danemark continue lui son sans faute en battant facilement le pays hôte trois buts à zéro.

### Résultats détaillés
| 1re journée                   | Pologne League XI | 1–3 | Danemark League XI                   | Stade du 5 décembre 2007, Nakhon Ratchasima          |                                                      |
| 17 janvier 2010 16:00 (UTC+7) | Peszko 26e        |     | Rieks 22e · Rasmussen 48e · Bech 60e | Spectateurs : 3 000 Arbitrage : Chaiya Allee Mahapab | Spectateurs : 3 000 Arbitrage : Chaiya Allee Mahapab |

| 1re journée                   | Thaïlande     | 1–0 | Singapour | Stade du 5 décembre 2007, Nakhon Ratchasima |  |
| 17 janvier 2010 18:30 (UTC+7) | Suksomkit 59e |     |           |                                             |  |

| 2e journée                    | Singapour | 1–5 | Danemark League XI                                                   | Stade du 5 décembre 2007, Nakhon Ratchasima |  |
| 20 janvier 2010 16:00 (UTC+7) | Nawaz 84e |     | Larsen 8e · Poulsen 19e (pen) · Lekic 35e · Thygesen 48e · Rieks 80e |                                             |  |

| 2e journée                    | Thaïlande         | 1–3 | Pologne League XI                  | Stade du 5 décembre 2007, Nakhon Ratchasima         |                                                     |
| 20 janvier 2010 18:30 (UTC+7) | Chaiman 90e (pen) |     | Glik 43e · Małecki 52e · Robak 87e | Spectateurs : 20 000 Arbitrage : Odan Charles Mbaga | Spectateurs : 20 000 Arbitrage : Odan Charles Mbaga |

| 3e journée                    | Pologne League XI                                                                                | 6–1 | Singapour     | Stade du 5 décembre 2007, Nakhon Ratchasima |                                 |
| 23 janvier 2010 16:00 (UTC+7) | Lewandowski 26e (pen) 37e · Iwański 45+3e (pen) · Brozek 69e · Sunny 80e (csc) · Nowak 88e (pen) |     | Shi Jiayi 39e | Arbitrage : Caleb Amwayi Sikobe             | Arbitrage : Caleb Amwayi Sikobe |

| 3e journée                    | Thaïlande | 0–3 | Danemark League XI                        | Stade du 5 décembre 2007, Nakhon Ratchasima |  |
| 23 janvier 2010 18:30 (UTC+7) |           |     | Lekic 19e · Absalonsen 37e · Bernburg 87e |                                             |  |

### Classement
| Rang | Équipe                 | Pts | J | G | N | P | Bp | Bc | Diff |
| ---- | ---------------------- | --- | - | - | - | - | -- | -- | ---- |
| 1    | Danemark League XI (T) | 9   | 3 | 3 | 0 | 0 | 11 | 2  | +9   |
| 2    | Pologne League XI      | 6   | 3 | 2 | 0 | 1 | 10 | 5  | +5   |
| 3    | Thaïlande              | 3   | 3 | 1 | 0 | 2 | 2  | 6  | -4   |
| 4    | Singapour              | 0   | 3 | 0 | 0 | 3 | 2  | 12 | -10  |

| Légende | Légende                  |
| ------- | ------------------------ |
|         | Vainqueur                |
|         | T : Tenant du titre 2009 |

### Meilleurs buteurs
| # | Joueur             | Équipe             | Buts |
| - | ------------------ | ------------------ | ---- |
| 1 | Rajko Lekic        | Danemark League XI | 2    |
| 1 | Robert Lewandowski | Pologne League XI  | 2    |
| 1 | Søren Rieks        | Danemark League XI | 2    |
| 4 | Johan Absalonsen   | Danemark League XI | 1    |
| 4 | Jesper Bech        | Danemark League XI | 1    |